# Kenneth Armitage

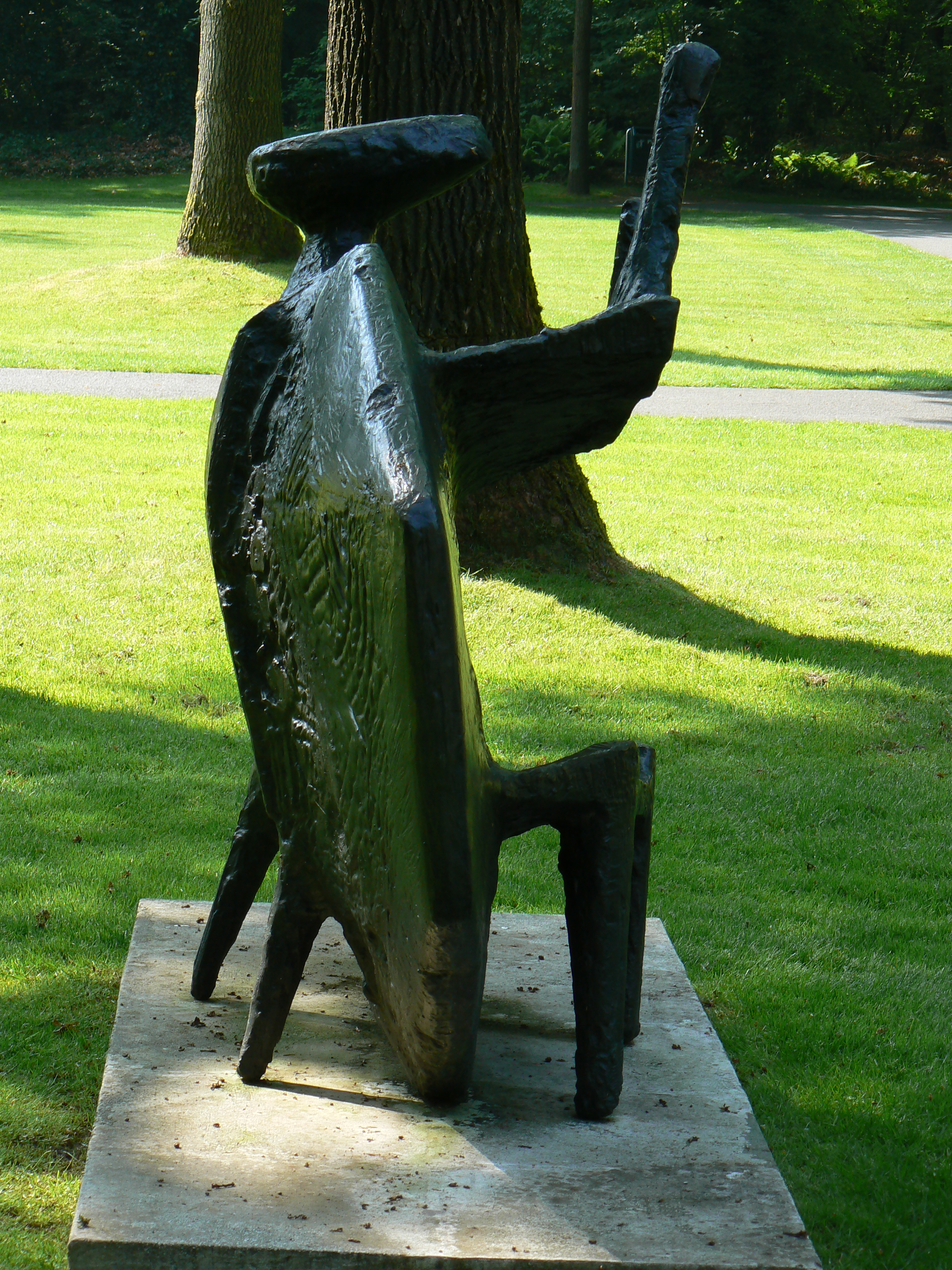
Monitor 1961 Skulpturenpark Kröller-Müller Museum a Otterlo

William Kenneth Armitage (Leeds, 18 luglio 1916 – Londra, 22 gennaio 2002) è stato uno scultore britannico, famoso per le sue sculture in bronzo semi astratte.

## Biografia
Si avvicinò all'arte studiando alla Slade School di Londra dal 1937 al 1939.
Dopo la seconda guerra mondiale iniziò la carriera di docente, insegnando alla Bath Academy of Art.
Nel 1952 alla Galleria Gimpel Fils di Londra e due anni dopo a New York, tenne le sue prime mostre personali.
Le sue opere si caratterizzarono per una dinamica e pungente vitalità, grazie alle quali chiarisce il rapporto tra figure e spazio ed evoca, con suggestione, una forte vitalità esistenziale.
Nel 1964 partecipa alla mostra Documenta 3 a Kassel in Germania.

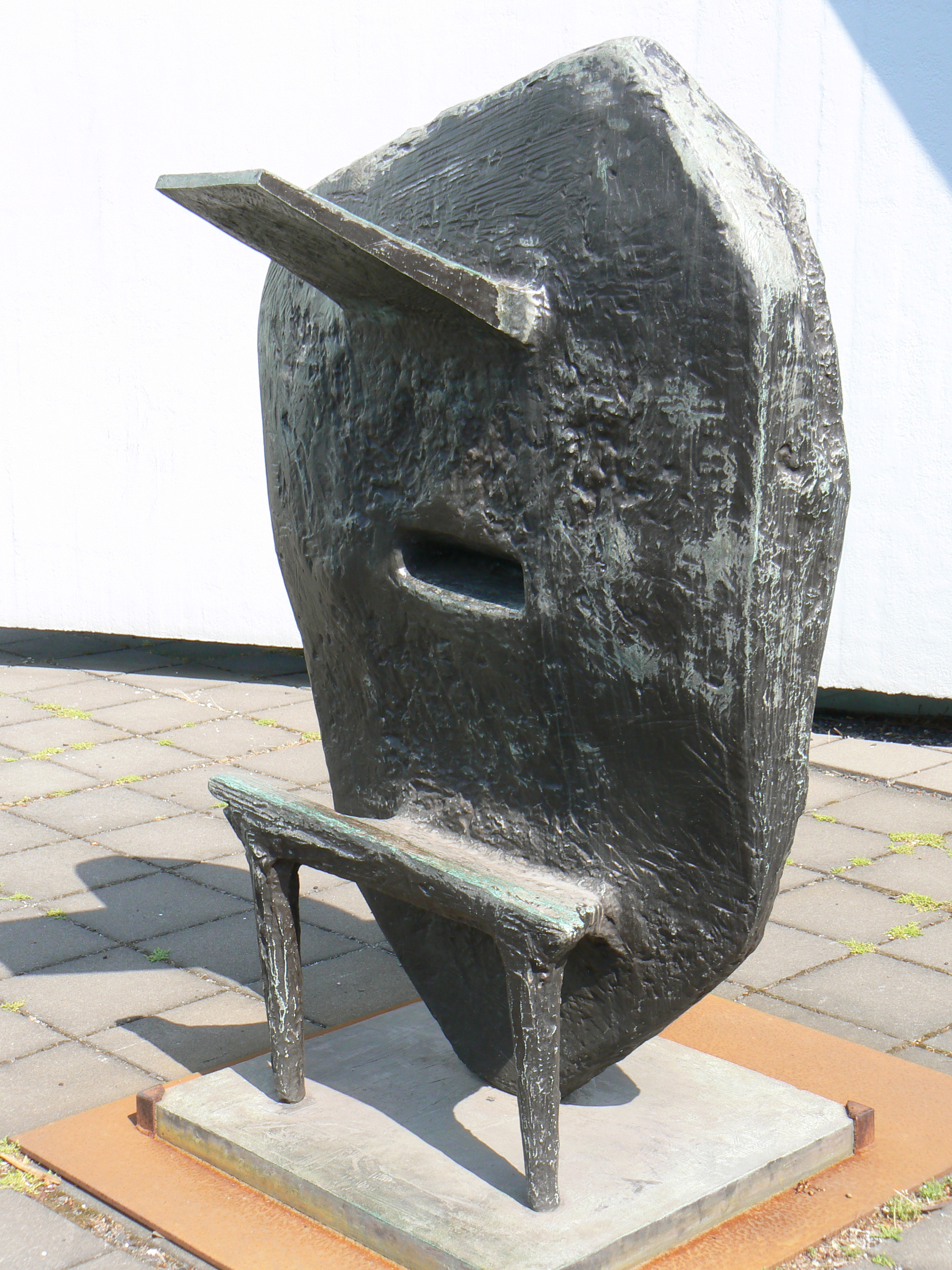
The Prophet 1961 Skulpturenpark Lehmbruck-Museum a Duisburg

## Fonti
- "Armitage, Kenneth",Encyclopaedia Britannica.  2008.  Encyclopaedia Britannica Online.  November 26, 2008 <https://www.britannica.com/EBchecked/topic/35417/Kenneth-Armitage>.
- Ratcliff, Carter.  "Armitage, Kenneth", Academic American Encyclopedia, 1991 edition, volume 2, pp. 173–174.